# 814 Tauris

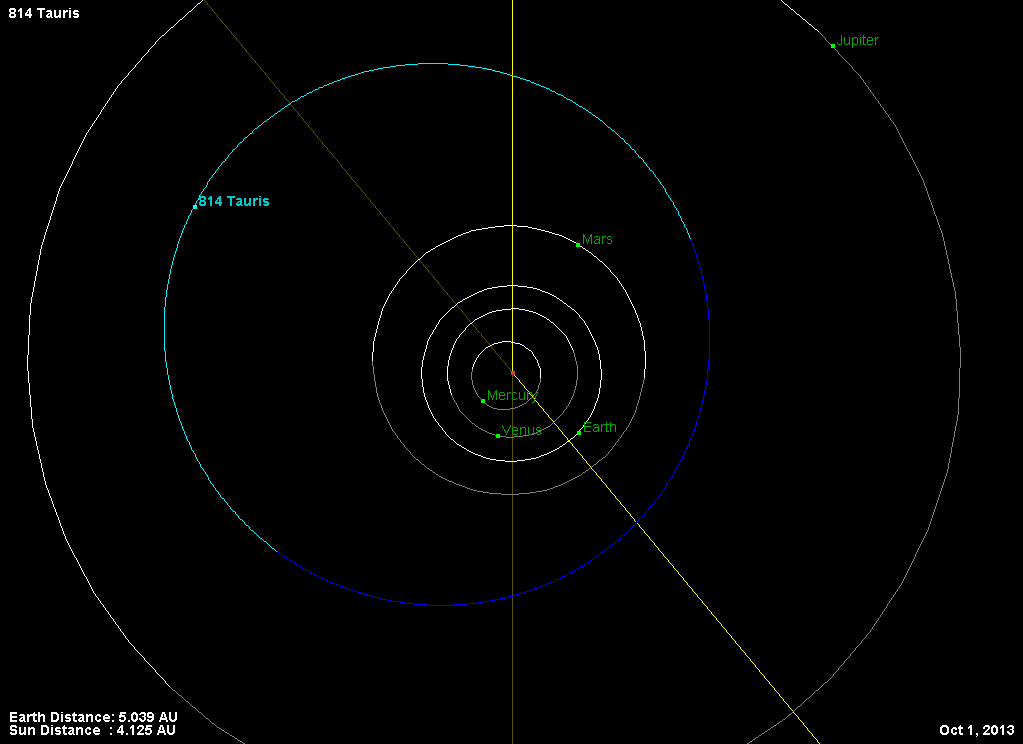
Órbita de 814 Tauris.

Tauris (asteroide 814) é um asteroide da cintura principal com um diâmetro de 109,56 quilómetros, a 2,1755843 UA. Possui uma excentricidade de 0,3093096 e um período orbital de 2 041,88 dias (5,59 anos).
Tauris tem uma velocidade orbital média de 16,7821074 km/s e uma inclinação de 21,83526º.
Esse asteroide foi descoberto em 2 de Janeiro de 1916 por Grigory Neujmin.